# Sumin (województwo warmińsko-mazurskie)
Sumin – wieś w Polsce położona w województwie warmińsko-mazurskim, w powiecie nowomiejskim, w gminie Biskupiec.
| SIMC    | Nazwa                 | Rodzaj    |
| ------- | --------------------- | --------- |
| 0840450 | Krzyżówka             | część wsi |
| 0840467 | Kuczwały              | część wsi |
| 0840473 | Suminek               | część wsi |
| 0840480 | Wybudowanie Sumińskie | część wsi |

W okresie międzywojennym w miejscowości stacjonowała placówka Straży Celnej „Sumin”
W latach 1975–1998 miejscowość położona była w województwie toruńskim.